# Oost-Europese egel
De Oost-Europese egel of oostelijke egel (Erinaceus roumanicus) is een zoogdier uit de familie der egels (Erinaceidae). Hij neemt in Oost-Europa en een groot deel van Rusland de plaats in van de gewone egel (Erinaceus europaeus). De Oost-Europese egel is ook nauw verwant aan Erinaceus concolor, de egelsoort die voorkomt in Klein-Azië. De Oost-Europese egel werd voorheen als een ondersoort van deze soort beschouwd.

## Uiterlijke kenmerken
De Oost-Europese egel is lastig te onderscheiden van de gewone egel. Het belangrijkste verschil is dat bij de Oost-Europese egel een grote witte vlek zit op de keel en borst, terwijl bij de gewone egel de buik, borst en keel vrijwel dezelfde kleur hebben. Ook heeft de Oost-Europese egel, anders dan de gewone egel, zelden een duidelijk V-vormig masker op de snuit. Daarnaast zijn er enkele verschillen tussen de schedels van de twee soorten. De Oost-Europese egel heeft ongeveer 6.500 stekels.
De Oost-Europese egel is kleiner dan de gewone egel. Hij heeft een kop-romplengte van 171 tot 280 mm, een staartlengte van 20 tot 40 mm en een achtervoetlengte van 35 tot 45 mm. Het lichaamsgewicht is 240 tot 1232 gram. De egels van eilanden als Kreta zijn soms kleiner dan de dieren van het vasteland.

## Verspreiding en leefgebied
De Oostelijke egel komt voor vanaf Centraal-Europa en Oost-Europa, oostwaarts door West-Siberië tot aan de bovenloop van de rivier Ob. De westgrens van het verspreidingsgebied loopt ter hoogte van de Oostzeelanden, het westen van Polen, Tsjechië, het oosten van Oostenrijk en Slovenië. Komt over de gehele Balkan voor, alsmede de Griekse en Adriatische eilanden, waaronder Kreta, Korfoe en Rodos. De zuidgrens van het verspreidingsgebied wordt in Europees Rusland gevormd door de Grote Kaukasus. In Duitsland komt de soort niet voor, maar in Tsjechië en Polen worden soms kruisingen met de gewone egel (Erinaceus europaeus) vastgesteld.
Qua habitatvoorkeur verschilt de Oost-Europese egel nauwelijks van de gewone egel. Hij komt voor in landbouwgebieden, parken en tuinen in zowel stedelijke als landelijke gebieden, struikgewas aan bosranden. Hij is algemener in door mensen beïnvloede gebieden dan in natuurlijke biotopen.

## Gedrag
De Oost-Europese egel houdt wel een winterslaap, maar ontwaakt ongeveer een maand eerder dan de gewone egel. In het zuidelijke gedeelte van zijn leefgebied houdt de Oost-Europese egel geen winterslaap. Ook de paartijd begint een maand eerder.
Het is een insecteneter, die zich voedt met miljoenpoten, loop- en andere kevers, mieren en oorwormen. Hij zoekt zijn voedsel meestal op de grond onder bomen, het liefst met weinig tot geen ondergroei. Ook zoekt hij vaak naar voedsel langs wegen en bij mesthopen.
In het wild wordt de Oost-Europese egel maximaal zes jaar oud. Belangrijke natuurlijke vijanden van de soort zijn de boommarter (Martes martes) en de oehoe (Bubo bubo). Een groot deel sterft als verkeersslachtoffer.

## Afbeeldingen

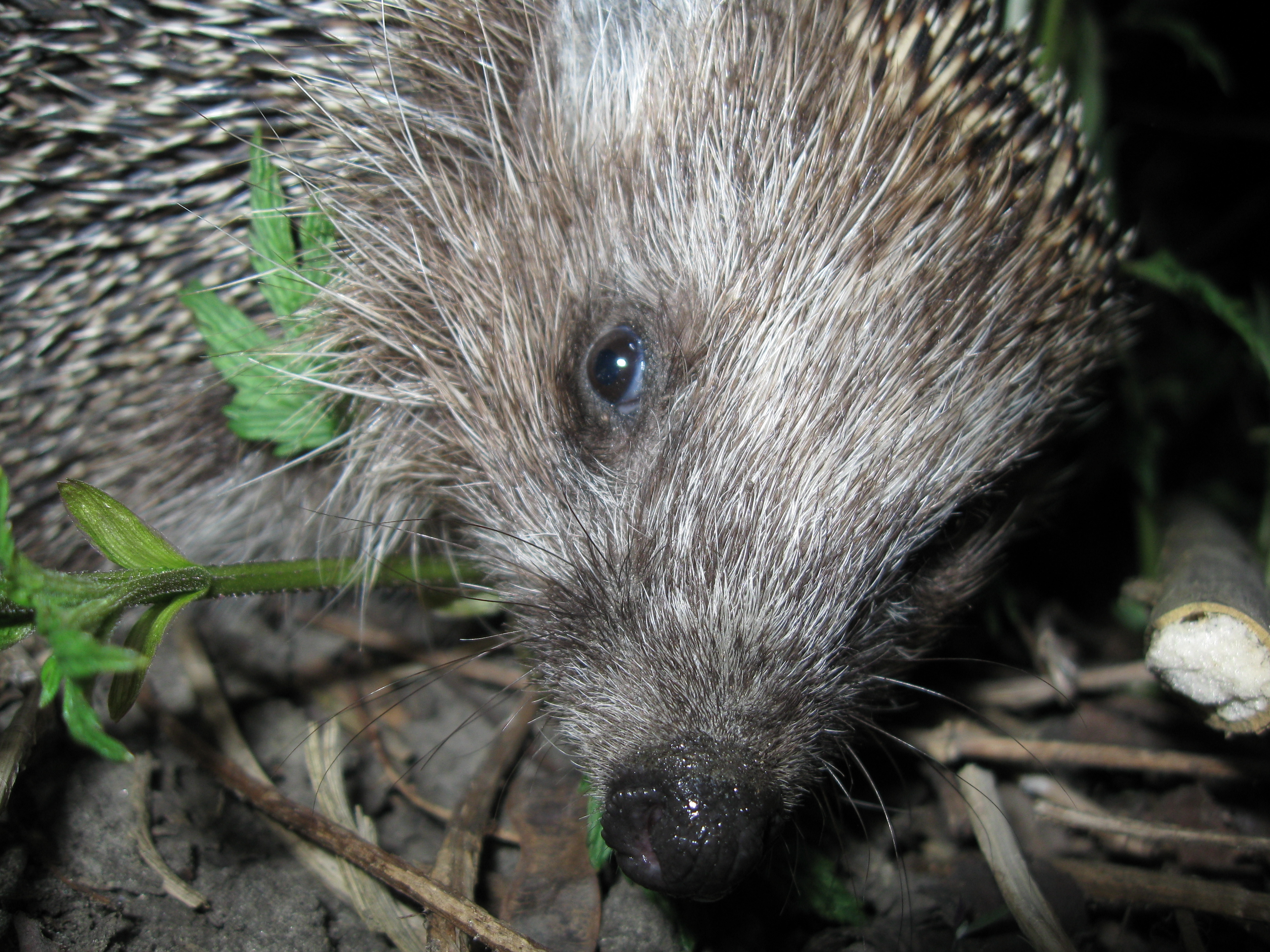
Oostelijke egel van dichtbij in Nationaal Park Homilsjanski Lisy, Charkov, Oekraïne.
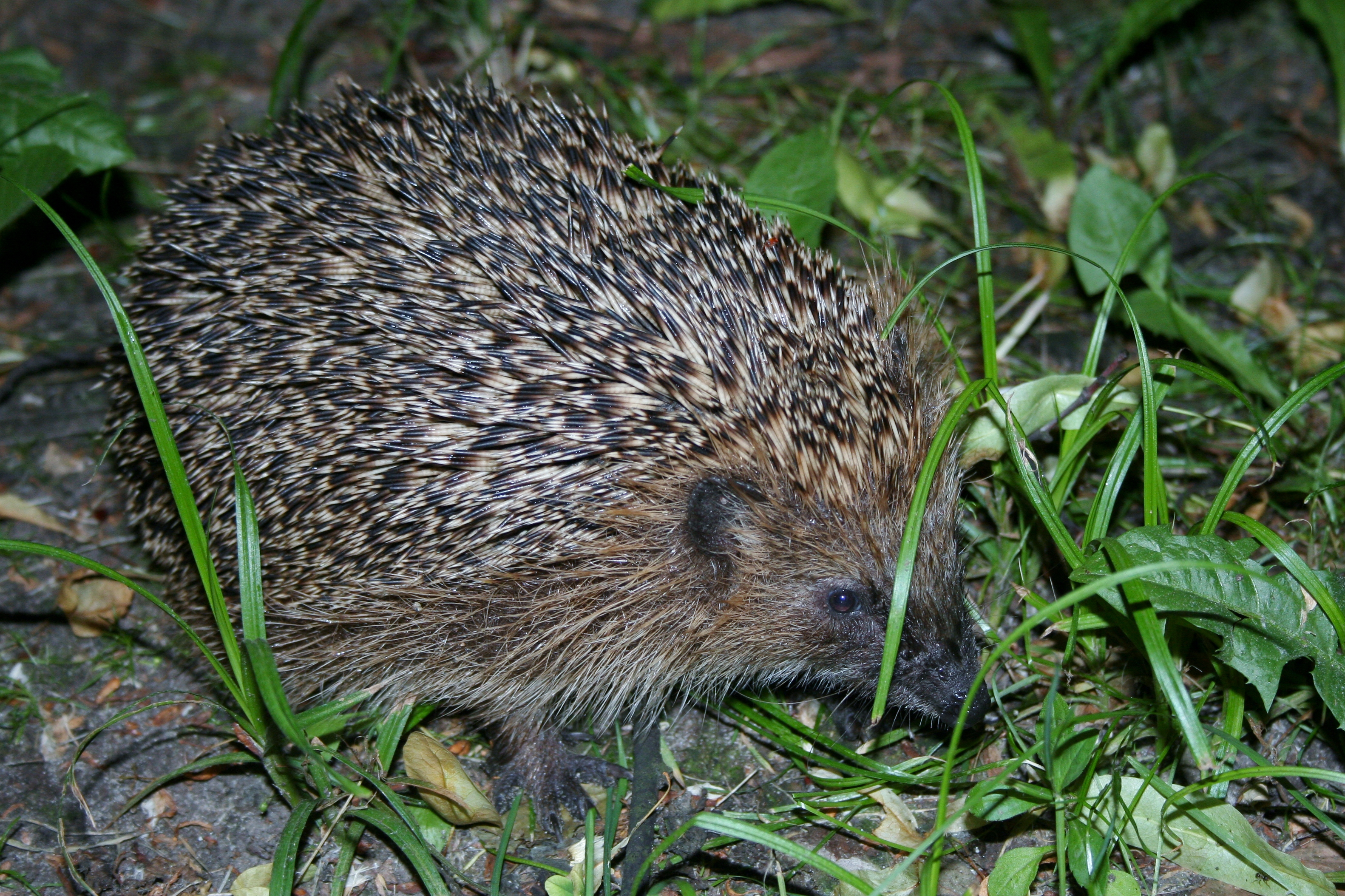
's Nachts in Katowice, Polen.
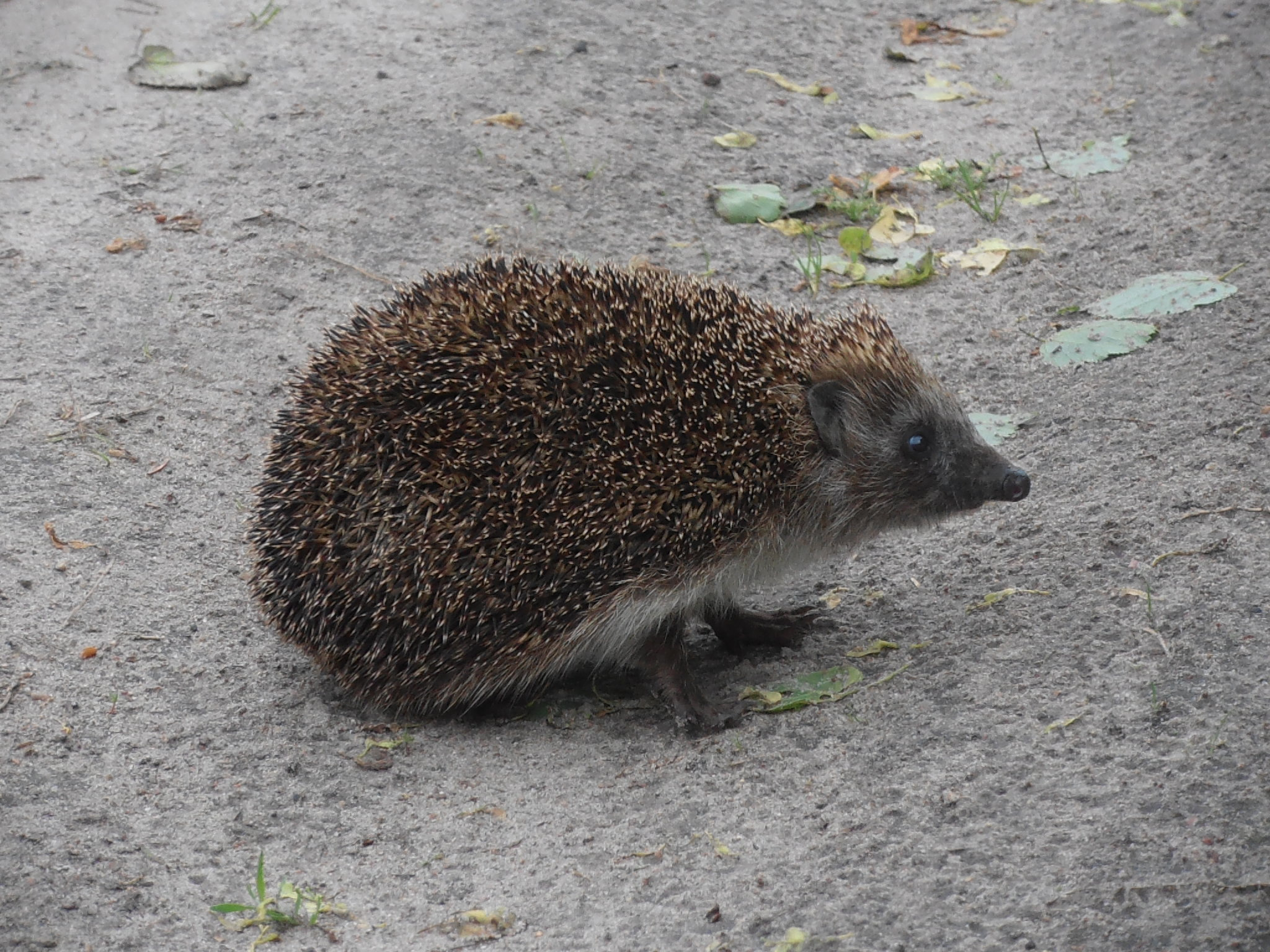
Overdags in Białowieża, Polen.
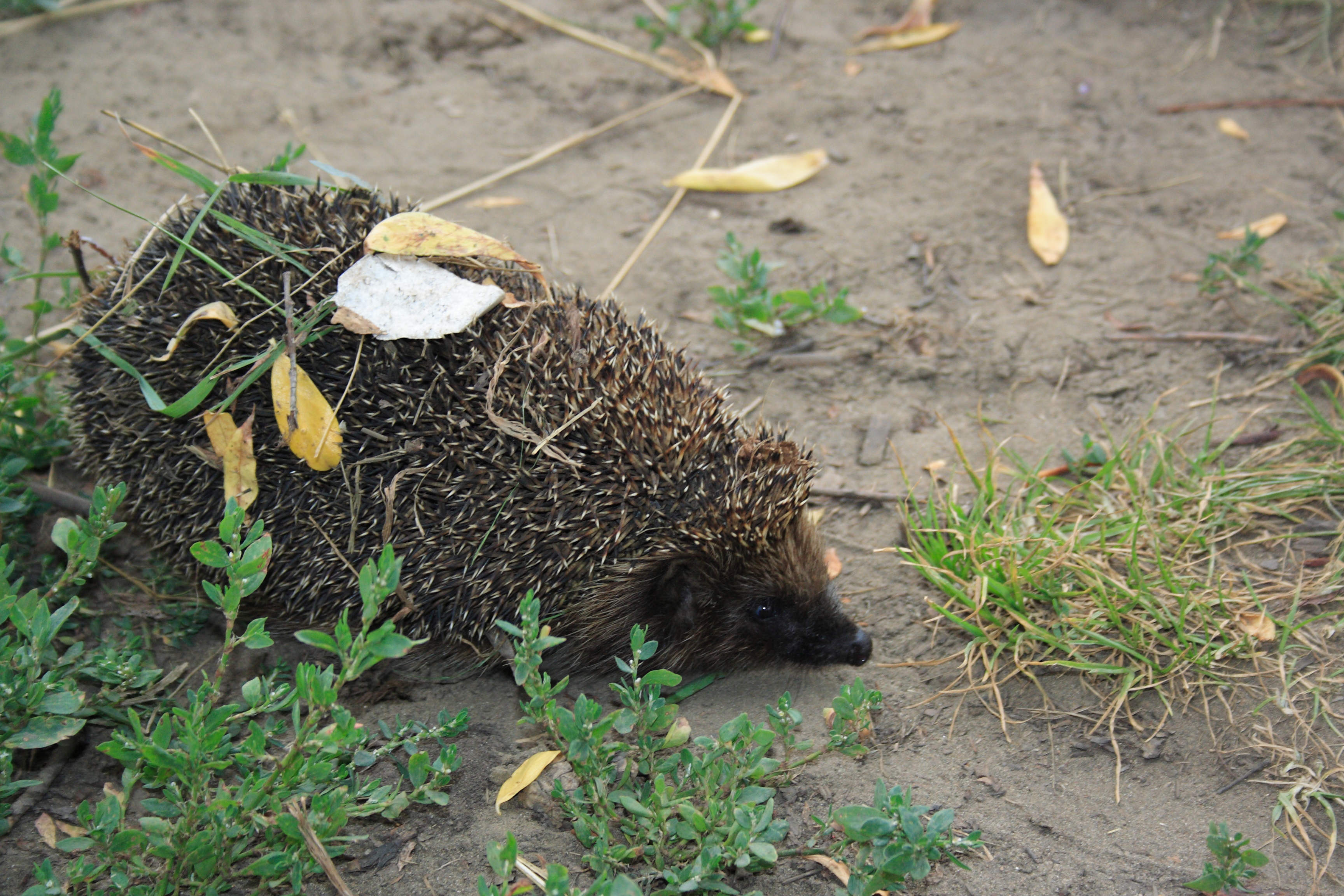
Oostelijke egel in Kraj Altaj, aan de oostgrens van zijn verspreidingsgebied.